# Palpares aeschnoides
Palpares aeschnoides là một loài côn trùng trong họ Myrmeleontidae thuộc bộ Neuroptera. Loài này được Illiger in Rossi miêu tả năm 1807.